# Großer Landeggkopf
Der Große Landeggkopf (veraltete Schreibweise Landeckkopf, auch Großer Landeggkogel) ist ein 2900 m ü. A. hoher Berggipfel im Alpenhauptkamm der Granatspitzgruppe an der Grenze von Osttirol und Salzburg. Der Große Landeggkopf war ursprünglich Namensgeber der Granatspitzgruppe, die zunächst als Landeckgruppe bezeichnet wurde. Karl Hofmann führte 1871 die Gebirgsgruppe unter diesem Namen ein, da er den Berg als Verzweigungspunkt der Gruppe erachtete. Die Bezeichnung Landeckgruppe  konnte sich jedoch auf Grund der für die Gebirgstruppe geringen Höhe des Berges nicht durchsetzten und wurde bereits 1873 erstmals durch Granatspitzgruppe ersetzt.

## Lage
Der Große Landeggkopf ist ein Gipfel im nördlichen Zentralbereich der Granatspitzgruppe. Er befindet sich am Tauernhauptkamm an der Landesgrenze zu Salzburg. Er liegt zwischen der Amertaler Höhe (2841 m ü. A.) im Südwesten und dem Rabenstein (2902 m ü. A.) im Südosten. Der Nordgrat des Großen Landeggkopfs führt zudem zum Kleinen Landeggkopf (2717 m ü. A.). Der Große Landeggkopf ist durch die Amertaler Scharte (2718 m ü. A.) von der Amertaler Höhe bzw. von der Weiten Scharte (2697 m ü. A.) vom Rabenstein getrennt. Südlich des Gipfels verläuft der St. Pöltner Ostweg am Gipfel vorbei, wo auch die Karl-Fürst-Hütte liegt. Nordwestlich und nordöstlich des Großen Landeggkogels liegt zudem das Landeggkees.

## Touristische Erschließung
Als erster bekannter Tourist wurde Hans Donabaum am 10. Juli 1908 von Franz Maier über den Südwestgrat auf den Gipfel geführt. Die erste dokumentierte Überschreitung des Berges entlang des Alpenhauptkamms führte Wilhelm Brandenstein am 13. August 1926 durch.

## Anstiege
Der Aufstieg auf den Großen Landeggkopf ist nur weglos möglich, wobei der kurze Aufstieg von dem südlich am Landeggkopf vorbeiführenden St. Pöltner Ostweg über den Südwestgrat die leichteste und kürzeste Variante darstellt (UIAA II). Eine ähnliche Schwierigkeit weist der Aufstieg aus der Weiten Scharte und über den Südostgrat (UIAA II) auf. Alle anderen Varianten (Westflanke, Nordostwand aus der Weiten Scharte, direkte Nordostwand und der Nordgrat aus der Landeggkopfscharte) sind mit einer Schwierigkeit von UIAA III- wesentlich anspruchsvoller.